# Marvin L. McNickle

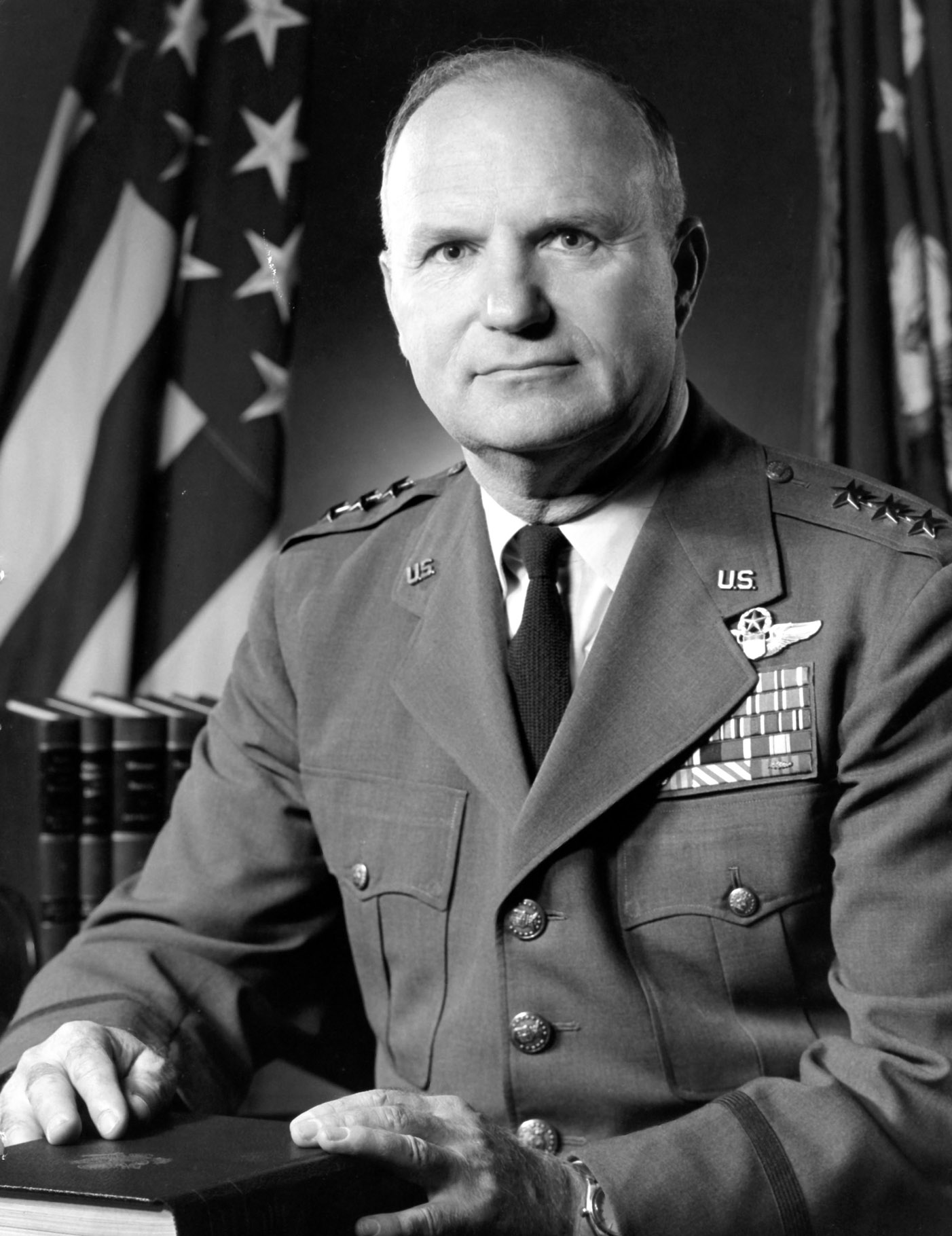
Marvin L. McNickle

Marvin Leonard McNickle (* 30. Januar 1914 in Doland, Spink County, South Dakota; † 19. August 2007 in Arlington, Virginia) war ein Generalleutnant der United States Air Force. Er war unter anderem Kommandeur der 13. Luftflotte.

## Leben
Marvin McNickle war ein Sohn von Miles J. McNickle (1875–1919) und dessen Frau Blanche M. Labrie (1881–1954). Er besuchte die öffentlichen Schulen seiner Heimat und studierte danach bis 1936 an der University of South Dakota. Danach wurde er zunächst Leutnant in der United States Army Reserve. Wenig später wurde er aktiviert und dem United States Army Air Corps zugeteilt, aus dem im Jahr 1941 die United States Army Air Forces hervorgingen. In der Armee bzw. ab 1947 in der United States Air Force durchlief er anschließend alle Offiziersränge vom Leutnant bis zum Drei-Sterne-General.
Im Jahr 1937 wurde er zum Kampfpiloten ausgebildet. Während des Zweiten Weltkriegs war er auf dem europäischen Kriegsschauplatz eingesetzt. Damals kommandierte er unter anderem eine Schwadron der 405. Kampfgruppe (405th Fighter Group). Er war zwischen Juni 1942 und Juni 1944 in England, Nordafrika, Sizilien und Korsika eingesetzt. Sein Zwillingsbruder Melvin Francis McNickle (1914–1986), der später Generalmajor der Air Force wurde, geriet damals in deutsche Kriegsgefangenschaft, ein anderer Bruder namens Marshall Robert McNickle (1918–1944) fiel bei einem Lufteinsatz über Britisch-Indien.
Im Juni 1944 wurde Marvin McNickle zum Hauptquartier der Army Air Forces in Washington, D.C. versetzt. Ab Januar 1946 gehörte er dem Stab des damaligen Air Materiel Commands an, der auf dem Wright Field, der späteren Wright-Patterson Air Force Base in Ohio angesiedelt war. Im Jahr 1947 wurde er in die als eigenständige Waffengattung neugegründete U.S. Air Force übernommen. Zwischen August 1951 und Juli 1953 gehörte McNickle dem Stab des Hauptquartiers der  United States Air Forces in Europe an, das sich damals in Wiesbaden befand.
Nach seiner Rückkehr in die Vereinigten Staaten absolvierte er das Air War College, das sich auf der Maxwell Air Force Base in Alabama befand. An der George Washington University belegte er dann den Management Course. In der Folge wurde er zur Sewart Air Force Base in Tennessee versetzt, wo er bis zum Juli 1956 das 314. Truppentransportgeschwader (314th Troop Carrier Wing) kommandierte. Sein nächster Auftrag führte ihn auf die Langley Air Force Base in Virginia. Dort leitete er die Stabsabteilung für Materialbeschaffung des Tactical Air Command.
Zwischen Juni 1961 und Januar 1964 gehörte er dem Stab des Hauptquartiers der Luftwaffe an. Dort war er zunächst Unterabteilungsleiter und ab Juni 1963 Leiter der Stabsabteilung für Logistik. Zwischen Januar 1964 und August 1966 hatte McNickle auf der Shaw Air Force Base in South Carolina das Kommando über die 9. Luftflotte (Ninth Air Force). Danach gehörte er für einige Zeit zum Stab des  Verteidigungsministeriums. Im Februar 1969 kehrte er zum Stab des Hauptquartiers der Air Force zurück.
Am 1. Februar 1970 übernahm Marvin McNickle auf der Clark Air Base auf den Philippinen als Nachfolger von Francis C. Gideon das Kommando über die 13. Luftflotte (Thirteenth Air Force). Dieses Amt bekleidete er bis zum 1. September 1972, als William G. Moore Jr. seine Nachfolge antrat. Seiner Luftflotte unterstanden die amerikanische Luftstreitkräfte auf den Philippinen, in Thailand und Taiwan. Nach dem Ende dieses Auftrags schied er aus dem aktiven Militärdienst aus.
Nach seiner Pensionierung zog Marvin McNickle nach Arlington in Virginia. Bis zum Jahr 1978 war er für die NASA tätig. Außerdem war er bis zu seinem Tod Mitglied des Veteranenverbunds Military Order of the Carabao, dem ehemalige amerikanische Militärangehörige und Kriegsberichterstatter mit Auslandsstationierung unter anderem auf den Philippinen angehörten.
Der mit Mary Elizabeth O’Byrne (1919–2013) verheiratete Offizier starb am 19. August 2007 und wurde auf dem Nationalfriedhof Arlington beigesetzt.

## Orden und Auszeichnungen
Marvin McNickle erhielt im Lauf seiner militärischen Laufbahn unter anderem folgende Auszeichnungen:
- Air Force Distinguished Service Medal
- Legion of Merit
- Distinguished Flying Cross
- Air Medal
- Army Commendation Medal
- Distinguished Flying Cross (Großbritannien)
- Kriegskreuz (Frankreich)
- NASA Distinguished Service Medal